# Ponikvari
Ponikvari est un village de la municipalité de Topusko (comitat de Sisak-Moslavina) en Croatie. Au recensement de 2011, le village comptait 347 habitants.